# Ana Timotić
Ana Timotić (cyr. Aнa Tимoтић; ur. 30 grudnia 1982 w Suboticy), serbska tenisistka.
Pierwszy mecz w karierze rozegrała w maju 1998 roku, w kwalifikacjach do turnieju ITF w Nowym Sadzie. Wystąpiła tam z "dziką kartą" przyznaną przez organizatorów, ale udział zakończyła na pierwszej rundzie. Dwa tygodnie później zagrała ponownie w kwalifikacjach do turnieju w Skopje, gdzie odniosła swoje pierwsze dwa zwycięstwa ale przegrała w decydującym meczu o wejście do turnieju głównego. Sztuka ta udała jej się w sierpniu i po przejściu kwalifikacji rozegrała dwa mecze w turnieju głównym. W 2000 roku dwukrotnie docierała do półfinałów. W następnym roku nastąpił przełom i w kwietniu wygrała swój pierwszy turniej singlowy w Atenach. W sumie wygrała dziewięć turniejów singlowych i dwa deblowe rangi ITF.
W 2001 roku wystąpiła też dwukrotnie w kwalifikacjach do turniejów cyklu WTA, w Knokke-Heist i Casablance. Te drugie były bardzo udane, gdzie po przejściu rundy kwalifikacyjnej zagrała w turnieju głównym, ale przegrała w pierwszej rundzie z Lubomirą Baczewą z Bułgarii. W 2004 roku wystąpiła w kwalifikacjach do wielkoszlemowego US Open, w których pokonała w pierwszej rundzie Lourdes Domínguez Lino i przegrała w drugiej z Evą Birnerovą. W następnych latach próbowała jeszcze swych sił w kwalifikacjach do turniejów WTA, ale nie udało jej się nigdy wyjść z fazy kwalifikacji.
Wielokrotnie reprezentowała też swój kraj w Pucharze Federacji.

## Wygrane turnieje rangi ITF
| turnieje z pulą nagród 100 000 $ |
| turnieje z pulą nagród 75 000 $  |
| turnieje z pulą nagród 50 000 $  |
| turnieje z pulą nagród 25 000 $  |
| turnieje z pulą nagród 15 000 $  |
| turnieje z pulą nagród 10 000 $  |

### Gra pojedyncza
|    | Data       | Turniej             | Kat. | ($)    | Naw.   | Finalistka                 | Wynik         |
| 1. | 08/04/2001 | Ateny               | ITF  | 10 000 | ziemna | Jelena Jaryszka            | 7:5, 6:3      |
| 2. | 22/04/2001 | Belgrad             | ITF  | 10 000 | ziemna | Melinda Czink              | 6:3, 5:7, 7:5 |
| 3. | 01/07/2001 | Bastad              | ITF  | 25 000 | ziemna | Amanda Hopmans             | 3:6, 6:3, 6:0 |
| 4. | 22/09/2002 | Barcelona           | ITF  | 10 000 | ziemna | Maria-Jose Sanchez-Alayeto | 6:3, 7:5      |
| 5. | 20/10/2002 | Makarska            | ITF  | 10 000 | ziemna | Lenka Novotna              | 6:4, 3:6, 6:1 |
| 6. | 22/06/2003 | Canet-en-Roussillon | ITF  | 10 000 | ziemna | Amandine Singla            | 6:1, 6:2      |
| 7. | 03/08/2003 | Bad Saulgau         | ITF  | 10 000 | ziemna | Tina Schiechtl             | 4:6, 6:2, 7:5 |
| 8. | 10/08/2003 | Hechingen           | ITF  | 25 000 | ziemna | Elise Tamaëla              | 4:6, 6:4, 6:2 |
| 9. | 10/07/2005 | Toruń               | ITF  | 25 000 | ziemna | Joanna Sakowicz            | 6:1, 6:2      |